# Fisiología clínica
La fisiología clínica es tanto una disciplina académica dentro de las ciencias médicas como una especialidad médica clínica para médicos en los sistemas de salud. La fisiología clínica se caracteriza como una rama de la fisiología que utiliza un enfoque funcional para comprender la fisiopatología de una enfermedad.

## Generalidades
Como especialidad para médicos, la fisiología clínica es una especialidad de diagnóstico en la que los pacientes se someten a pruebas especializadas para las funciones del corazón, los vasos sanguíneos, los pulmones, los riñones y el tracto gastrointestinal y otros órganos. Los métodos de prueba incluyen la evaluación de la actividad eléctrica (por ejemplo, electrocardiograma del corazón), la presión arterial (por ejemplo, índice de presión tobillo-brazo) y el flujo de aire (por ejemplo, prueba de función pulmonar mediante espirometría). Además, los fisiólogos clínicos miden movimientos, velocidades y procesos metabólicos a través de técnicas de imagen como ultrasonido, ecocardiografía, resonancia magnética nuclear (RMN), tomografía computarizada (TC) de rayos X y escáneres de medicina nuclear (por ejemplo, tomografía computarizada por emisión de fotón único (SPECT) y tomografía por emisión de positrones (PET) con y sin TC o RM)).

## Historia
El campo de la fisiología clínica fue fundado originalmente por el profesor Torgny Sjöstrand en Suecia, quien estableció departamentos de Fisiología Clínica separados de los de Fisiología durante su trabajo en el Hospital Karolinska de Estocolmo. Junto con Sjöstrand, P. K. Anokhi contribuyó para utilizar teorías de sistemas funcionales para resolver misterios médicos.
La fisiología clínica fue originalmente una disciplina por sí misma; sin embargo, En Suecia, entre 2008 y 2015, la fisiología clínica se clasificó como una subdisciplina de la radiología. Por esta razón, aquellos que seguían una carrera en fisiología clínica primero tenían que convertirse en radiólogos. Desde 2015, una vez más es posible formarse para ser un fisiólogo clínico, siendo la fisiología clínica una disciplina independiente de la radiología.

## Rol
La fisiología humana es el estudio de las funciones corporales. Los exámenes de fisiología clínica generalmente implican la evaluación de dichas funciones en lugar de la evaluación de las estructuras y la anatomía. La especialidad abarca el desarrollo de nuevas pruebas fisiológicas para el diagnóstico médico. El uso de equipos para medir, monitorear y registrar pacientes resulta muy útil para los pacientes en muchos hospitales. Además, es útil para los médicos, ya que permite diagnosticar correctamente a los pacientes. Algunos departamentos de Fisiología Clínica realizan pruebas de especialidades médicas relacionadas, incluida la medicina nuclear, la neurofisiología clínica y la radiología. En los sistemas de salud de los países que carecen de esta especialidad, las pruebas que se realizan en fisiología clínica suelen ser realizadas por las diversas especialidades organoespecíficas de medicina interna, como cardiología, neumología, nefrología, entre otras.
En Australia, el Reino Unido y muchos otros países europeos y de la Commonwealth, la fisiología clínica no es una especialidad médica para los médicos. Es su propia profesión de salud no médica (científico, fisiólogo o tecnólogo) que puede ejercer como científico cardíaco, científico vascular, científico respiratorio, científico del sueño o en Ciencias Oftálmicas y de la Visión como un Practicante de Ciencias Oftálmicas (Reino Unido).  Estos profesionales también ayudan en el diagnóstico de enfermedades y en el manejo de pacientes, con énfasis en la comprensión de las vías fisiológicas y fisiopatológicas. Las disciplinas dentro del campo de la fisiología clínica incluyen audiólogos, fisiólogos cardíacos, fisiólogos gastrointestinales, neurofisiólogos, fisiólogos respiratorios y fisiólogos del sueño.